# Campanya d'Al-Anbar
La Campanya d'Al-Anbar és la primera i la més llarga campanya de guerra de la Segona Guerra Civil Iraquiana.

## Antecedents
La mala maror i malestar sunnites —producte de la pèrdua d'influència en el poder central, després de la caiguda de Saddam Hussein— ha estat capitalitzat, en part, pels militants d'Estat Islàmic de l'Iraq i el Llevant, que havien perdut influència després de la invasió estatunidenca del 2003. L'EI —que va mirar d'establir un califat islàmic a les regions sunnites iraquianes— ha revifat gràcies a la guerra civil de Síria, on se n'ha tornat un dels principals actors que lluiten contra les tropes de Bashar al-Assad, de la minoria alauita (una rama del xiisme).
L'origen dels enfrontaments comença arrel del desallotjament el 30 de desembre del 2013 d'un campament de protesta amb el qual la comunitat sunnita denunciava la seva suposada marginació. Tretze persones en resulten mortes en el marc d'aquest desallotjament, que va posar de manifest la tensió entre sunnites d'Al-Anbar i el govern, controlat pel xiïta Nuri al-Maliki. La tensió augmenta poc després que les forces de seguretat iraquianes capturessin el 5 de gener del 2014 al líder tribal àrab sunnita Ahmad al-Alwani i matessin també el seu germà (Al-Alwani, és un legislador del parlament iraquià).

## La campanya
Els combats, estesos sobre diferents períodes, van debutar el 20 de desembre del 2013 degut a una insurrecció de tribus sunnites contra el govern. Les forces de l'Estat Islàmic de l'Iraq i el Llevant (EIIL) s'hi van involucrar igualment. El 4 de gener del 2014, Falluja cau en mans de rebels. i els combats s'estengueren Ramadi i els voltants. El 23 de juny, ISIL ja dominava el 70% de la província.

## Conseqüències
El 17 de maig del 2015, després de pràcticament un any de combats, Ramadi és conquistada per jihadistes i el 22 de desembre, l'Exèrcit iraquià va iniciar una campanya per capturar-la, i va caure el El 28 de desembre. i Fallujah va caure a la Batalla de Falluja, que va acabar el juny de 2016.